# Tome de Jesus
Tome de Jesus, eigentlich Tomé de Andrade (* 1529 in Lissabon; † 17. April 1582 in Sagena, Marokko) war ein portugiesischer Gelehrter und geistlicher Schriftsteller sowie Mystiker.

## Leben
Tome de Jesus wird 1529 in Lissabon geboren. Er entstammte dem Adel und ging zu den Augustinern. Er gehörte zum Gefolge des portugiesischen Königs Dom Sebastian, der 1578 in Alcacer de Quivir gefallen ist, an und geriet in maurische Gefangenschaft. Er starb 1582 in Marokko.
Sein Werk Trabalhos de Jesus („Die Leiden Jesu“) ist ein mystischer Text, der die Leidensgeschichte Christi anschaulich darstellt. Das Buch ist zwischen 1602 und 1609 erschienen. Es wurde damals in verschiedene Sprachen übersetzt, so ins Lateinische, Spanische, Englische und Deutsche. Die erste deutsche Ausgabe wurde 1661 unter dem Titel Aerumnae D. N. Jesu Christi in Ingolstadt bei Haenlinus veröffentlicht.